# Frieda Glücksmann
Frieda Glücksmann (geboren als Frieda Lebrecht 25. Juli 1890 in Breslau; gestorben 7. September 1971 in London) war eine jüdische Sozialpädagogin.

## Werdegang bis 1932
Frieda Lebrecht war eine Tochter des Kaufmanns Louis Lebrecht und der Jenny Engel, sie hatte eine Schwester. Sie besuchte ab 1903 das Lehrerinnenseminar in Breslau und machte 1906 das Kindergärtnerinnendiplom. Sie war zunächst Kindergärtnerin und machte im Jahr 1916 ein Examen als Schulpflegerin und Jugendleiterin. Von 1917 bis 1932 arbeitete sie als Dezernentin für Schulkinderfürsorge in Breslau. Sie heiratete den Kaufmann Erich Glücksmann, sie hatten drei Kinder, die Ehe wurde 1934 geschieden. 
Als 1932 die Nationalsozialisten im Stadtparlament die Mehrheit bekamen, wurde Glücksmann aufgrund dessen, dass sie Jüdin war, gekündigt – ebenso wie allen anderen jüdischen Mitarbeiterinnen und Mitarbeitern der Stadt.

## Das Jüdische Erholungsheim Lehnitz
1934 übernahm sie im Auftrag des Jüdischen Frauenbundes die Leitung des Jüdischen Erholungsheims in Lehnitz. Das Haus diente nicht nur als Erholungsheim für Erwachsene und Kinder, sondern auch als hauswirtschaftliche Schule und als Tagungshaus. Trotz der Machtübernahme der Nationalsozialisten 1933 entfaltete sich dort jüdisches Leben, wie es unter den Bedingungen der antijüdischen Verfolgung kaum vorstellbar ist. Sie und ihre Mitarbeiterinnen und Mitarbeiter widerstanden antisemitischen Ausschreitungen und Versuchen der behördlichen Schließung bis hin zur Vertreibung im Verlauf des Novemberpogroms 1938.

## Exil und Tod
Frieda Glücksmann fand eine neue Heimat in Großbritannien, wo sie ab 1939 ihre Erfahrungen in Sozialeinrichtungen, unter anderem für Flüchtlinge, einbringen konnte. Am 7. September 1971 starb Frieda Glücksmann in London.
Frieda Glücksmanns Nachlass befindet sich im Jüdischen Museum Berlin.